# Leptotyphlops goudotii
Leptotyphlops goudotii är en kräldjursart som beskrevs av  Duméril och BIBRON 1844. Leptotyphlops goudotii ingår i släktet Leptotyphlops och familjen Leptotyphlopidae.

## Underarter
Arten delas in i följande underarter:
- L. g. goudotii
- L. g. ater
- L. g. bakewelli
- L. g. magnamaculatus
- L. g. phenops